# Księżpol
Księżpol è un comune rurale polacco del distretto di Biłgoraj, nel voivodato di Lublino.
Ricopre una superficie di 141,28 km² e nel 2006 contava 6 784 abitanti.